# Annianus thành Alexandria
Annianus thành Alexandria (tiếng Hy Lạp cổ: Άννιανός, đã Latinh hoá: Annianos; ? – ?) là một tu sĩ sống ở Alexandria dưới thời giám mục Theophilus thành Alexandria khoảng đầu thế kỷ thứ năm. Ông chỉ trích cuốn lịch sử thế giới của vị tu sĩ cùng thời là Panodorus thành Alexandria vì quá phụ thuộc vào nguồn tư liệu thế tục chứ không phải là nguồn tư liệu có trong kinh thánh về vấn đề niên đại.
Kết quả là, Annianus đã tự phát triển niên đại của riêng mình nhằm đặt sự khai sinh Thế giới vào ngày 25 tháng 3 năm 5492 TCN. Điều này tạo nên Thời đại Alexandria có ngày đầu tiên là ngày đầu trong năm của lịch Alexandria đón trước theo tiến trình là ngày 29 tháng 8 năm 5493 TCN. Năm này là mười một chu kỳ Phục Sinh cứ mỗi 532 năm trước khi năm Alexandria bắt đầu vào ngày 29 tháng 8 năm 360, mà chính nó là bốn chu kỳ 19 năm sau Kỷ nguyên của Thời kỳ Diocletianus vào ngày 29 tháng 8 năm 284. Cái cũ thì gọi là Thời đại Chúa trong Giáo hội Copt, trong khi sau này được gọi là Thời đại các Thánh Tử Đạo. Ông là người tính toán đầu tiên công nhận chu kỳ 532 năm Phục Sinh trong bộ lịch Julian. Chu kỳ này thường được gán do công của Victorius xứ Aquitaine vào năm 457, người đầu tiên nhận ra một chu kỳ như vậy ở phương Tây. Hầu hết các tác phẩm của Annianus đều bị thất truyền; người ta chỉ biết đến ông qua những cuộc thảo luận của Georgios Synkellos khi bàn về các tác phẩm của ông trong thế kỷ thứ chín.